# Julián Gil
Julián Gil, Imanol Julián Elías Gil Beltrán (Buenos Aires, 13 giugno 1970), è un modello e attore argentino di cinema, televisione e teatro, conduttore televisivo. Vive a Miami, Florida.

## Carriera
Nel periodo 2014-2015 è antagonista della telenovela Hasta el fin del mundo diretto da Nicandro Diaz con Marjorie de Sousa e David Zepeda in cui interpreta Patricio Iturbide.

## Filmografia

### Cinema
- Marina (Muvi Film) (2001) - John  (Video)[1]
- Más allá del limite (Erick Hernández) (2002)[2]
- La caja de problemas (David Aponte) (2004)[3]
- Fuego en el alma (Abdiel Colberg) (2005) - Millo[4]
- El milagro de la Virgen de Coromoto (Film Factory) (2006) - Jaime[5]
- Historias Delirantes (Estrella TV) (2008)[6]
- Entre piernas (2010) - Paco
- Lotoman 003 (2014) - El Boricua[7]
- Misterio's: Llamas de sueños (2014) - Leonardo Aguilar[8]
- Loki 7 (2016) - Rodrigo[9]

### Telenovelas
- Tres amigas (2000)
- Mi conciencia y yo (Riverside) (2002) - Alfonso[10]
- Por todo lo alto (RCTV) (2006) - Halcón[11]
- Acorralada (Venevisión Producción) (2007) - Francisco Suárez « Pancholón »[12]
- Isla Paraíso (Venevisión Producción) (2007) - Armando[13]
- Mi adorada Malena (2007) - Mateo (Protagonista)[14]
- Valeria (Venevisión Producción) (2008) - Daniel Ferrari
- Amor comprado (Venevisión Producción) (2008) - Esteban Rondero (Antagonista)[15]
- Los Barriga (Frecuencia Latina) (2009) - Francesco Cezanne (Protagonista)[16]
- Sortilegio (Televisa) (2009) - Ulises Villaseñor[17]
- Valientes (2010) - Leonardo Soto (Protagonista)
- Eva Luna (Univisión) (2010-2011) - Leonardo « Leo »  Arismendi (Antagonista)[18]
- La que no podía amar (Televisa) (2011-2012) - Bruno Rey (Antagonista)[19]
- ¿Quién eres tú? (RTI Producción) (2012-2013) - Felipe Esquivel (Protagonista)[20]
- Rosario (2012-2013)
- Los secretos de Lucía (Venevisión) (2013 ) - Robert Neville (Antagonista)[21]
- Hasta el fin del mundo (Televisa) (2014-2015) - Patricio Iturbide (Antagonista)[22]
- Sueño de amor (Televisa) (2016) - Ernesto de la Colina (Antagonista)[23]
- Por amar sin ley (2018)

### Programmazione televisiva
- Julián por la noche (WAPA-TV) (2001) - conduttore
- Apartamento 52 (Batata Producción) (2004) - conduttore
- Decisiones  (Telemundo) (2006) - Efrain
- Nuestra belleza latina (Univisión) (2007-2012)
- 100 x 35 (Mega TV) (2008) - conduttore
- Gabriel, amor inmortal (2008) - Dr Bernardo Padron
- República Deportiva (Univisión) (2015) - conduttore

### Teatro
- La abeja reina (1995)
- Por el medio si no hay remedio (1999)
- Nueve semanas y media (2000)[24]
- Sexo, pudor y lagrimas (2000)
- En pelotas (2001) - Papito[25]
- Los gallos salvajes (2002) -  Luciano Miranda Junior[26]
- El cotorrito by the sea (2002) - Bugambilia[27]
- Luminaria (2003) - Franz[28]
- Salvemos la selva (2003) - Tarzan[29]
- El mal mundo (2004)
- La princesa en el lago de los cisnes (2004)
- El crimen del Padre Amaro (2005) - Padre Amaro Viera
- Los hombres aman a las cabronas (2008) - Jorge[30]
- Sortilegio El Show (2010) - Ulises Villaseñor[31]
- Aquel Tiempo de Campeones (2013) - Phil Romano[32]
- Divorciémonos mi amor (2015) - Benigna « Benny »[33]

## Premi e nomination
People en Español
| Anno | Categoria           | Telenovela           | Risultato |
| ---- | ------------------- | -------------------- | --------- |
| 2010 | Premios Juventud    | Sortilegio           | Vinto     |
| 2011 | Miglior Attore sexy | Eva Luna             | Nominato  |
| 2011 | Miglior Antagonista | Eva Luna             | Vinto     |
| 2012 | Miglior Antagonista | La que no podía amar | Nominato  |